# عزل آندرو جونسون

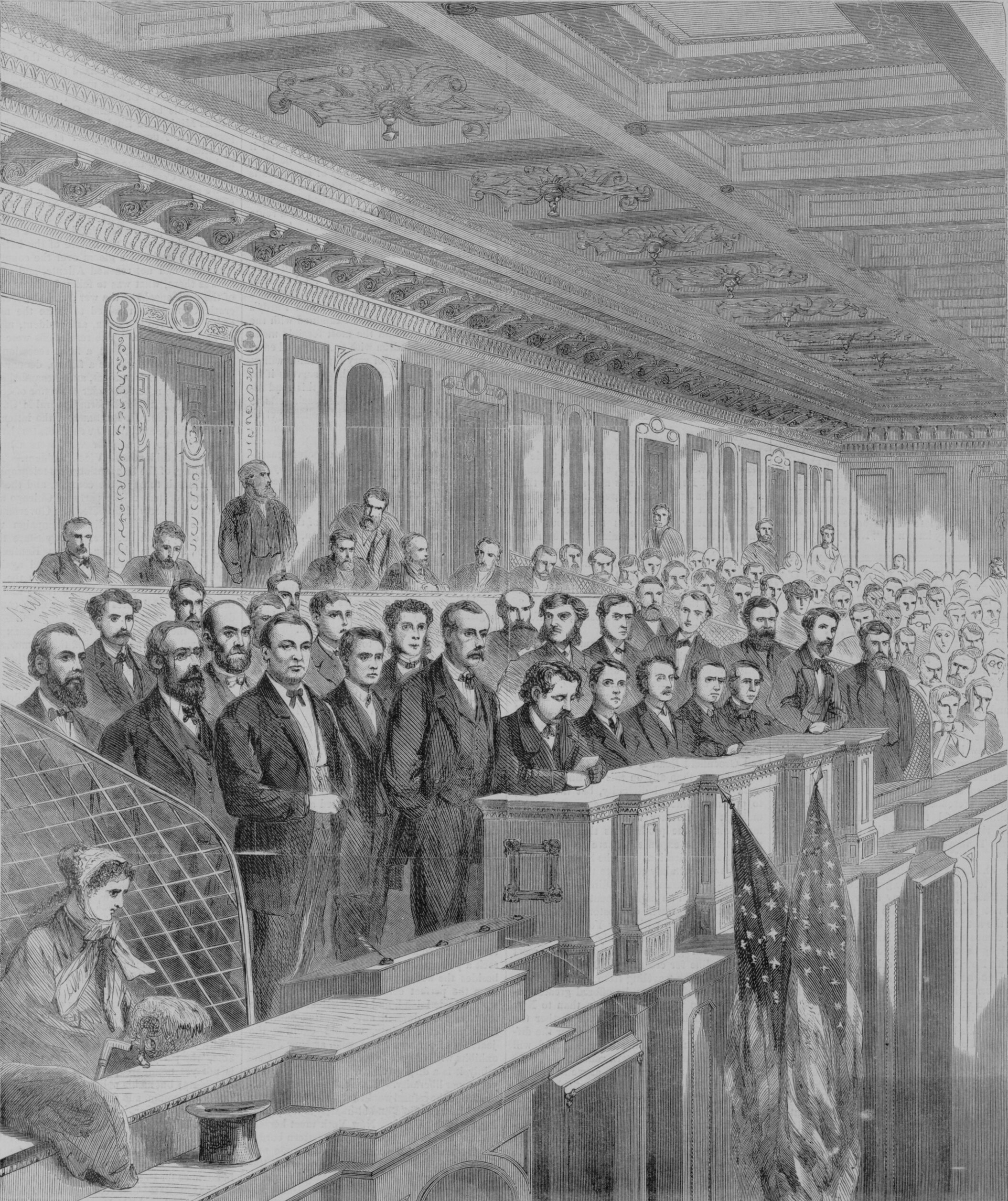
معرض المراسلين في مجلس النواب، واشنطن العاصمة. 1868

بدأت إجراءات عزل آندرو جونسون في 24 فبراير 1868، حين قرر مجلس نواب الولايات المتحدة عزل آندرو جونسون، الرئيس السابع عشر للولايات المتحدة، لارتكابه جرائم وجنح ذُكرت بالتفصيل في البنود الإحدى عشر للعزل. كانت التهمة الرئيسية التي وجهت ضد جونسون هي أنه انتهك قانون الحد من صلاحيات المنصب الذي أقره الكونغرس في مارس من عام 1867 بالرغم من استخدام جونسون لحق النقض. وبصورة أكثر تحديدًا، كان جونسون قد أقال إدوين ستانتون من منصب وزير الحرب الذي استُحدث القانون لحمايته. غالبًا ما انحاز ستانتون إلى جانب الكتلة الجمهورية الراديكالية التي أقرت القانون، ولم تكن تجمعه بجونسون علاقات طيبة. حاول جونسون استبدال ستانتون من خلال ترقية اللواء لورنزو توماس. في وقت سابق، حين لم يكن الكونغرس في حالة انعقاد، أوقف جونسون ستانتون وعين الجنرال يوليسيس إس. غرانت وزيرًا للحرب بالنيابة.
بات جونسون أول رئيس أمريكي يُعزل في 2-3 مارس من عام 1868، حين تبنى مجلس النواب بنود العزل بصورة رسمية وأحالها إلى مجلس الشيوخ الأمريكي لإقرارها. بدأت المحاكمة في مجلس الشيوخ بعد ثلاثة أيام، وترأسها رئيس المحكمة العليا سالمون بي. تشيس. في 16 مايو، لم يدن مجلس الشيوخ جونسون استنادًا لأحد البنود، إذ كانت نتيجة التصويت، 35 مقابل 19 لصالح الإدانة، أقل بصوت واحد من أن تنال غالبية الثلثين اللازمة. أُقر تعليق الجلسة لمدة عشرة أيام قبل محاولة إدانته استنادًا لبنود إضافية. في 26 مايو، لم يدن مجلس الشيوخ الرئيس استنادًا إلى بندين، كلاهما بنفس الهامش، وأُجلت المحاكمة بعد ذلك دون النظر في بنود العزل الثمانية المتبقية. كان لعزل جونسون ومحاكمته تداعيات سياسية هامة على فصل السلطات. فقد حافظ على مبدأ عدم أحقية الكونغرس بإقالة الرئيس من منصبه لمجرد خلاف في الرأي بينه وبين أعضائه حول سياسة وأسلوب وإدارة المنصب. وأدى العزل أيضًا إلى تضاؤل التأثير الرئاسي على السياسة العامة وعموم السلطة الحاكمة، مما أفضى إلى تعزيز نظام الحكم الذي أشار إليه الرئيس المستقبلي وودرو ويلسون في ثمانينيات القرن التاسع عشر باسم «حكومة كونغرسية».

## الخلفية

### إعادة هيكلة الرئاسة
كانت التوترات حادة بين السلطتين التنفيذية والتشريعية قبل تولي جونسون الرئاسة. في أعقاب انتصارات جيش الاتحاد في معركتي غيتيسبورغ وفيكسبورغ في يوليو من عام 1863، بدأ الرئيس لينكولن بالتفكير في كيفية إعادة الجنوب إلى الاتحاد. وكان يرغب بتقديم غصن الزيتون للولايات المتمردة عبر اتباع خطة متساهلة لإعادة دمجهم. كانت اللهجة المتسامحة التي اتسمت بها خطة الرئيس، إضافة إلى حقيقة تنفيذها عبر توجيه رئاسي دون استشارة الكونغرس، مثار غضب الجمهوريين الراديكاليين الذين ردوا بخطة أكثر صرامة. أُقر اقتراحهم لإعادة إعمار الجنوب، قانون ويد-ديفيز، من قبل مجلسي الكونغرس في يوليو من عام 1864، إلا أن الرئيس نقضه ضمنيًا ولم يدخل حيز التنفيذ نهائيًا.
أدى اغتيال أبراهام لينكولن في 14 أبريل 1865، بعد مرور بضعة أيام فقط على استسلام جيش فيرجينيا الشمالي في أبوماتوكس، إلى تخفيف التوتر لفترة وجيزة حول من سيحدد شروط السلام. في حين كان الراديكاليون متشككين حيال الرئيس الجديد (آندرو جونسون) وسياساته، فقد كانوا يعتقدون استنادًا إلى تاريخه أنه سيقبل أو سيذعن على الأقل لمقترحاتهم المتشددة. على الرغم من كونه ديمقراطيًا من ولاية تينيسي، فقد كان جونسون واحدًا من أشد نقاد انفصال الجنوب. وبعد خروج عدة ولايات من الاتحاد، بما في ذلك ولايته، اختار البقاء في واشنطن (بدلًا من استقالته من مقعده في مجلس الشيوخ الأمريكي)، وعُين جونسون لاحقًا حاكمًا عسكريًا حين احتلت قوات الاتحاد تينيسي. وأثناء شغله لذلك المنصب مارس صلاحياته بحماسة، وتحدث مرارًا عن «وجوب اعتبار الخيانة مثيرة للاشمئزاز ومعاقبة الخونة». ومع ذلك، تبنى جونسون سياسات لينكولن الأكثر تساهلًا، رافضًا بالتالي الراديكاليين وممهدًا الطريق لمواجهة بين الرئيس والكونغرس. خلال الأشهر الأولى من رئاسته، أصدر جونسون بيان عفو عام عن معظم الكونفدراليين السابقين، شمل كلًا من موظفي الجيش والحكومة، وأشرف على إنشاء حكومات جديدة في الولايات المتمردة حتى تلك اللحظة، وتكون تلك الحكومات تحت سيطرة موظفين كونفدراليين سابقين. في فبراير من عام 1866، نقض جونسون التشريع الذي يوسع صلاحيات مكتب المحررَّين، ولم يكن الكونغرس قادرًا على تجاوز ذلك النقض. بعد ذلك، ندد جونسون بالنائب الجمهوري الراديكالي ثاديوس ستيفنز والسيناتور تشارلز سومنر، إضافة إلى الإبطالي ويندل فيليبس، بوصفهم خونة. في وقت لاحق، استخدم جونسون حق النقض ضد قانون الحقوق المدنية ومشروع قانون ثان لمكتب المحررين. جمع كل من مجلس الشيوخ ومجلس النواب أغلبية الثلثين اللازمة لإلغاء النقضين مما مهد الطريق لمواجهة بين الرئيس والكونغرس.
ومع الاستعصاء في مواجهة الكونغرس، قدم جونسون نفسه بشكل مباشر للشعب الأمريكي بصفته «أطربون الشعب». في أواخر صيف عام 1866، شرع الرئيس بجولة خطابية وطنية سميت ب«التأرجح حول الدائرة» طلب فيها الدعم من جمهوره في معركته ضد الكونغرس وحث الناخبين على أن ينتخبوا في انتخابات منتصف المدة القادمة ممثلين للكونغرس ممن كانوا قد أيدوا سياساته. إلا أن الجولة جاءت بنتائج عكسية على جونسون حين اكستحت الأمة تقارير عن خطاباته اللاذعة وغير المنضبطة ومواجهاته الرعناء مع المقاطعين. خلافًا لآماله، أدت انتخابات عام 1866 إلى حماية الأغلبيات الجمهورية من حق النقض في مجلسي الكونغرس. نتيجة لذلك، كان الراديكاليون قادرين على التحكم بإعادة الإعمار وإقرار سلسلة من قوانين إعادة الإعمار، تغلب كل منها على حق النقض الخاص بالرئيس، تتناول متطلبات إعادة الولايات الجنوبية بالكامل إلى الاتحاد. قسمت أولى هذه القوانين تلك الولايات، باستثناء ولاية تينيسي مسقط رأس جونسون، إلى خمس مناطق عسكرية، ووُضعت حكومة كل ولاية تحت سيطرة الجيش الأمريكي. إضافة إلى ذلك، طُلب من هذه الولايات سن دساتير جديدة وإقرار التعديل الرابع عشر وضمان حقوق التصويت للذكور السود.

### جهود سابقة لعزل جونسون
منذ عام 1866، بُذلت جهود سابقة عديدة لعزل جونسون. في 7 يناير 1867، أفضى ذلك إلى تصويت مجلس النواب على بدء تحر للعزل يدار من قبل اللجنة القضائية لمجلس النواب ، الذي انتهى في البداية بتصويت من قبل اللجنة في 3 يونيو 1867 يوصي بعدم إحالة بنود العزل إلى لجنة كامل المجلس. وعلى الرغم من ذلك، أبطلت اللجنة القضائية لمجلس النواب، التي كانت قد رفضت في السابق إحالة نتيجة تحقيقها إلى لجنة كامل المجلس، قرارها السابق في 25 نوفمبر 1867، وصوتت ب5 أصوات مقابل 4 للتوصية بإجراءات العزل. في تصويت جرى في 7 ديسمبر 1867، رفضت لجنة كامل المجلس توصية هذا التقرير ب108 أصوات مقابل 56.

### قانون الحد من صلاحيات المنصب
خُففت سيطرة الكونغرس على سياسة إعادة الإعمار العسكرية بفعل قيادة جونسون للجيش بصفته رئيسًا. ومع ذلك، كان جونسون قد ورث عن لينكولن معيّنه إدوين إم. ستانتون كوزير للحرب. كان ستانتون جمهوريًا راديكاليًا قويًا يمتثل لسياسات إعادة الإعمار في الكونغرس طالما بقي في منصبه. ولضمان عدم استبدال ستانتون، أقر الكونغرس قانون الحد من صلاحيات المنصب في عام 1867 متجاوزًا نقض جونسون.